# Географія Інтернету
Географія Інтернету (кібергеографія) — піддисципліна географії, яка вивчає просторову організацію Інтернету з соціальної, економічної, культурної та технологічної точок зору. Основне припущення географії Інтернету полягає в тому, що розташування серверів, вебсайтів, даних, послуг та інфраструктури є ключовим для розуміння розвитку і динаміки Інтернету. Серед тем, що охоплює ця дисципліна, особливе значення мають інформаційна географія та цифровий розрив.